# Panicum magnispicula
Panicum magnispicula là một loài thực vật có hoa trong họ Hòa thảo. Loài này được Zuloaga, Morrone & Valls mô tả khoa học đầu tiên năm 1993.